# Westerhavensluis
De Westerhavensluis (1864) is een schutsluis in de stad Groningen.
De sluis is gelegen tussen het Verbindingskanaal en het Eendrachtskanaal en vormt de scheiding tussen de boezempeilen van de waterschappen Hunze en Aa's (+ 0,62 mNAP) en Noorderzijlvest (-0,93 mNAP). De sluis wordt nauwelijks meer gebruikt om te schutten, omdat het aansluitend vaarwater, het Hoendiep, doodloopt op de ringweg, waar zich een duiker bevindt. Het komt erop neer dat er nog enkel geschut wordt, als er een woonschip moet worden verplaatst.
Tot in de jaren 1930 was de sluis van groot belang voor de verbinding met het Hoendiep en daarmee tevens met Friesland. Het was daardoor een grote belemmering voor het drukke scheepvaartverkeer. Na 1909 zorgde het nieuw gegraven Eendrachtskanaal voor een betere verbinding omdat de lastige route via de Westerhaven naar het Hoendiep daardoor verviel. Maar het gaf weinig verlichting want de Westerhavensluis bleef voor stremmingen zorgen. Dat was een  van de redenen om een nieuwe vaarweg te realiseren van Delfzijl naar Lemmer. Met de opening van het Van Starkenborghkanaal in 1938 kwam die nieuwe vaarweg tot stand. De sluis heeft daarna nog een aantal jaren dienst gedaan maar omdat het Hoendiep in onbruik raakte en de Westerhaven steeds minder werd aangedaan (en in 1962 gedempt) raakte ook de Westerhavensluis min of meer overbodig. Het wordt anno 2024 nog maar zelden gebruikt.
Over de sluis ligt een fietsbrug als verbinding tussen de Sluiskade en (via Bij de Sluis) de Eeldersingel. Het gebied ten noorden van de sluis wordt wel het Eiland genoemd.

## Naam
De sluis is genoemd naar de Westerhaven omdat deze oorspronkelijk, via een verbindingskanaaltje, diende als toegang tot deze in 1962-63 gedempte haven. Officieus wordt de sluis ook wel Westersluis genoemd, in vergelijk met de Oostersluis.